# Organogenese
Die Organogenese (auch Organbildung und Organentwicklung) (von altgriechisch ὄργανον organon, deutsch ‚Werkzeug‘ und der Endung -genese) ist der Prozess in mehrzelligen tierischen Organismen, bei dem die Entwicklung der Organanlagen im Laufe der Embryogenese abläuft. Er beginnt beim Menschen zum Ende der Blastogenese mit der Entwicklung des Gehirns, der Augen und des Herzens in den ersten beiden Wochen der Keimesentwicklung und endet nach etwa acht Wochen mit dem Ende der Embryogenese und dem Beginn der Fetogenese.